# Marquesado de las Marismas del Guadalquivir

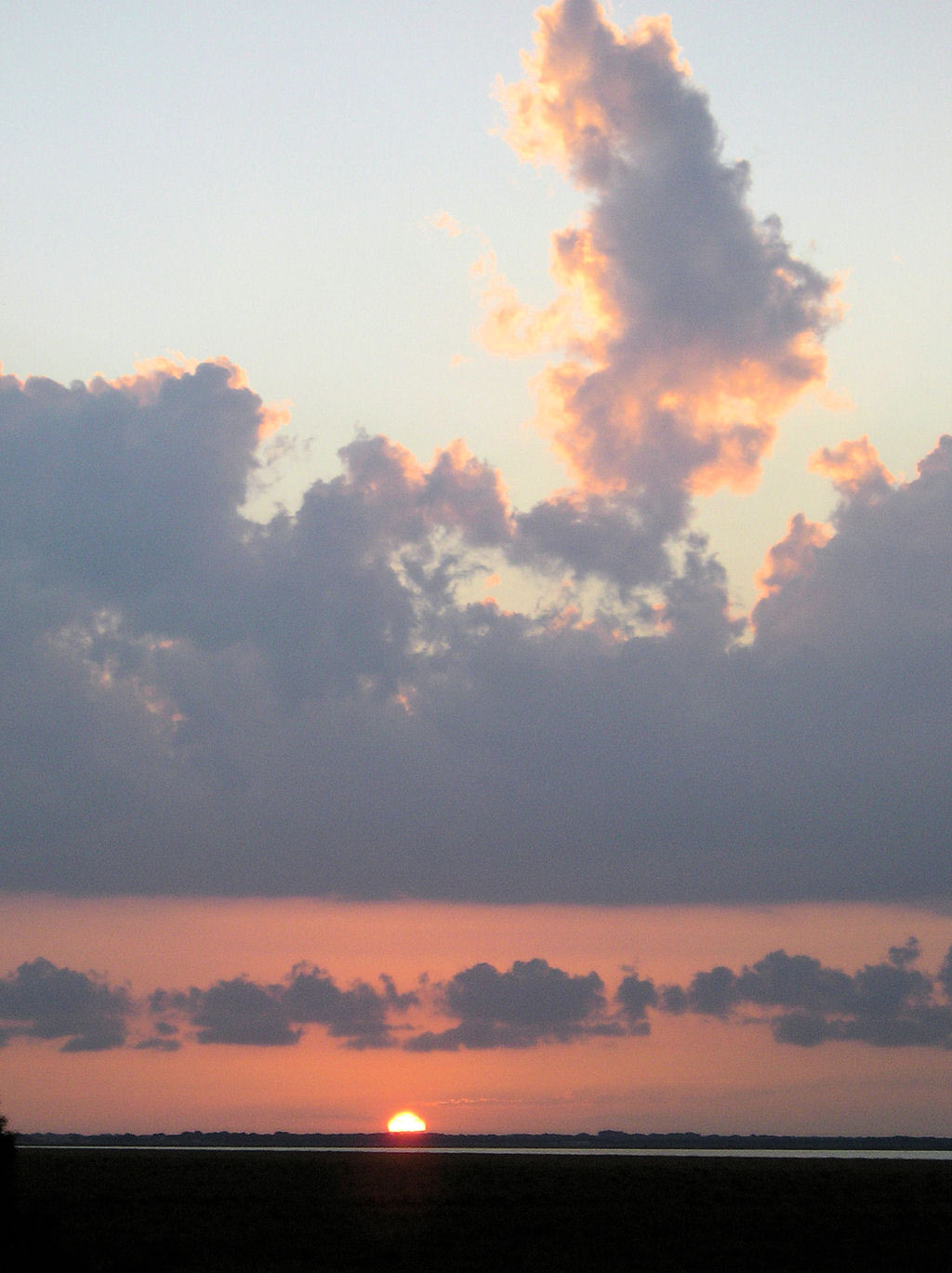
Puesta de sol en la Marismas del Guadalquivir en el término de Sanlúcar de Barrameda

El marquesado de las Marismas del Guadalquivir es un título nobiliario español que el rey Fernando VII de España otorgó por Real Decreto de 20 de mayo de 1829 a favor de Alejandro María Aguado y Ramírez de Estenoz (Sevilla, 1784 – Gijón, 1842), militar, banquero y comerciante.
Como militar el I marqués luchó en el bando español durante la guerra de la Independencia Española, pasando más tarde al bando francés como ayudante de campo del mariscal Soult. Fundó en París una casa de banca que operó a escala internacional, adquiriendo en 1828 la nacionalidad francesa. Fue agente financiero de Fernando VII, de quien alcanzó la concesión de las Marismas del Guadalquivir con el compromiso de efectuar las obras necesarias para conseguir su drenaje y puesta en cultivo, actuaciones que nunca llegaron a efectuarse. Fue amigo del General José de San Martín, quien fue su albacea.

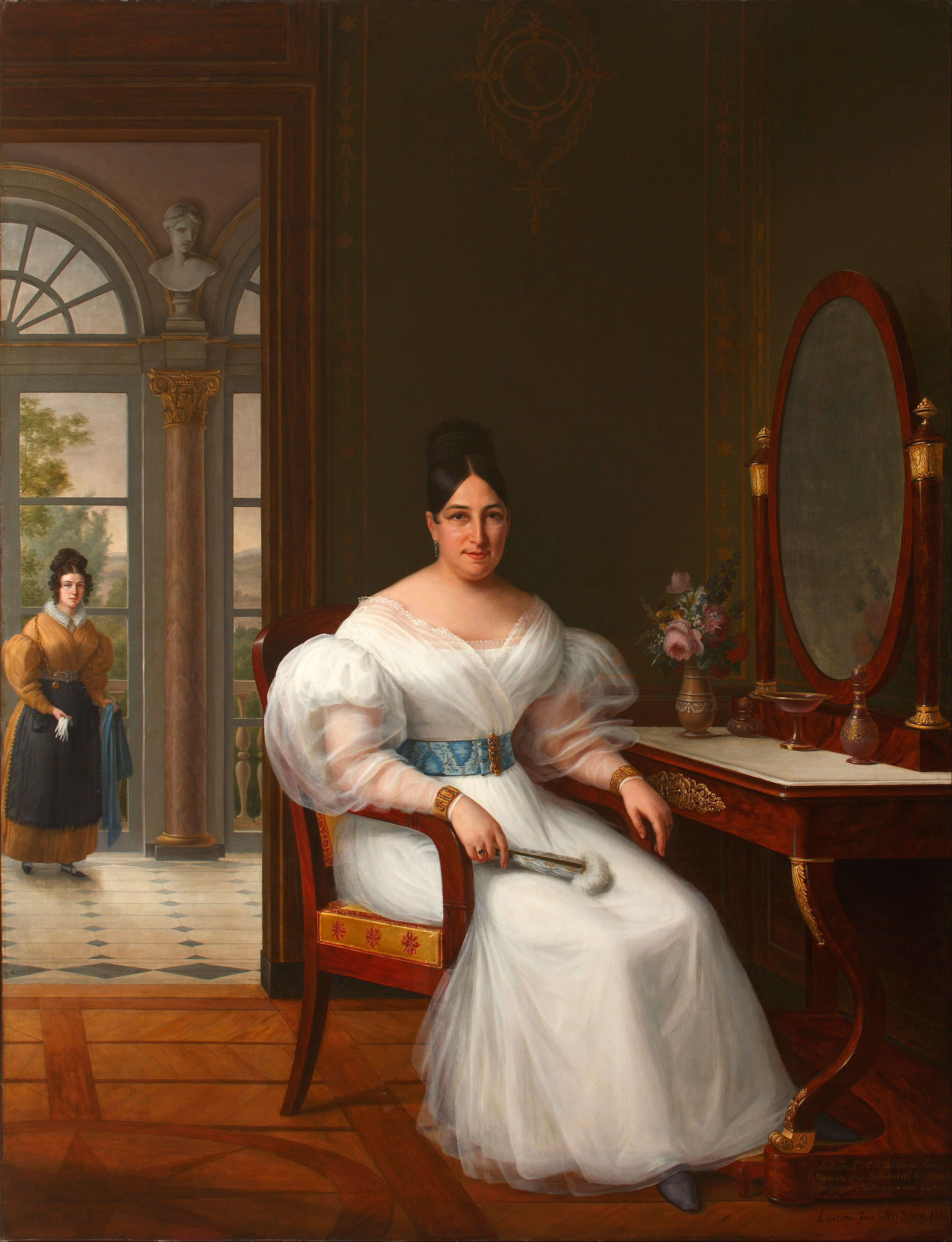
Carmen Moreno, Marquesa del Guadalquivir (Francisco Lacoma y Fontanet)

Su denominación se refiere a las Marismas del Guadalquivir.

## Titulares
- Alejandro Aguado y Ramírez de Estenoz, I marqués de las Marismas del Guadalquivir;
- Alejandro Aguado y Moreno, II marqués;
- Alejandro Aguado y MacDonell, III marqués;
- Arturo Aguado y MacDonell, IV marqués;
- María de la Concepción Kirkpatrick y O'Farrill, V marquesa;
- José Ignacio Escobar y Kirkpatrick, VI marqués;
- Luis Escobar y Kirkpatrick, VII marqués;
- María Victoria Escobar y Cancho, VIII marquesa.[2]

## Armas de la familia Escobar
Blasón del escudo: « De oro tres escobas de sinople con cintas de gules ».
Lema: Todo tiene su hora.